# 问题海兔螺
问题海兔螺（学名：Testudovolva intricata），是中腹足目海兔螺科Testudovolva属的一种。主要分布于台湾，常栖息在浅海珊瑚礁、岩石底。